# Кочелаевское сельское поселение
Кочелаевское сельское поселение — муниципальное образование в Ковылкинском районе Мордовии.
Административный центр — село Кочелаево.

## История
Кочелаевское сельское поселение образовано в 2005 году в границах сельсовета.

## Население
| 2002  | 2010  | 2012  | 2013  | 2014  | 2015  | 2016  |
| ----- | ----- | ----- | ----- | ----- | ----- | ----- |
| 1632  | ↘1506 | ↘1479 | ↘1462 | ↘1459 | ↘1447 | ↘1414 |
| 2017  | 2018  | 2019  | 2020  | 2021  |       |       |
| ↘1399 | ↘1359 | ↘1333 | ↘1299 | ↘1286 |       |       |

## Населённые пункты
| № | Населённый пункт | Тип населённого пункта | Население |
| - | ---------------- | ---------------------- | --------- |
| 1 | Буды             | деревня                | ↘14       |
| 2 | Кочелаево        | село                   | ↘1490     |
| 3 | Красный Яр       | посёлок                | ↘2        |